# Кейт Шеппард
Кетрин Вільсон Малкольм, відома як Кейт Шеппард (10 березня 1847 — 13 липня 1934, Ліверпуль) — новозеландська громадська діячка, суфражистка, економістка, журналістка, видавниця феміністичної преси. Домоглася надання в Новій Зеландії, першій з країн світу, виборчого права жінкам. Засновниця першої новозеландської газети, яку редагували виключно жінки. Учасниця Жіночого соціально-політичного союзу.

## Життєпис
Народилася в Ліверпулі в шотландській сім'ї Джемайми Крофорд Соутер і Ендрю Вільсона Малкольма. Здобула хорошу освіту, вирізнялася розумом і широким кругозором. Деякий час жила з дядьком, священником Вільної церкви Шотландії в місті Нерне.
У 20 років емігрувала в Нову Зеландію, де одружилася з торговцем Вальтером Алленом Шеппардом. Народила сина Дугласа 8 грудня 1880 року. У 1894-1896 роках Кейт Шеппард проживає у Великій Британії, в 1896 році повернулася в Крайстчерч, де померла 13 липня 1934 року у віці 87 років.

## Діяльність
Починала діяльність як суфражистка, мандруючи країною, писала статті у пресі, боролася за права жінок, організовувала зустрічі та лобіювала рішення членів парламенту щодо виборчого права для жінок.
У 1887 році Кейт Шеппард сприяла виданню першого законопроєкту щодо жіночих виборчих прав.
1888 року видала памфлет «Десять причин, чому жінки Нової Зеландії повинні голосувати».
В 1893 році подала петицію, яку підписали 32 000 жінок і яка змусила парламент (попри опозицію прем’єр-міністра Річарда Седдона) прийняти Закон про вибори 1893 року, який дав жінкам право голосу.
У 1894-1896 роках Шеппард проживає у Великій Британії, де бере участь в місцевому феміністському русі.
У квітні 1896 року очолила Національну раду жінок Нової Зеландії. Займала пост президента організації до 1899 року.
1895 року створила газету «Біла стрічка», першу газету в Новій Зеландії, яку редагували та писали виключно жінки, де опублікувала чимало статей.
У 1909 році Кетрин Шеппард була обрана почесним віцепрезидентом Міжнародної ради жінок.

## Пам'ять
Кейт Шеппард вважається важливою фігурою в історії Нової Зеландії. У Крайстчерчі встановлено пам'ятник Кейт Шеппард, а її зображення з'явилося на 10-доларовій банкноті. 83-й будинок на вулиці Клайд-роуд передмістя Фендалтон, де з 1888 до 1902 року проживала Кейт Шеппард, отримав від Фонду з охорони історичних місць Нової Зеландії статус історичної споруди 1-ї категорії, адже в цьому будинку відбулося багато подій, що стосуються появи жіночого виборчого права.